# بروفيسور إكس
 بروفيسور إكس   (بالإنجليزية: Professor X)‏ أو بإسمه الحقيقي  تشارلز إكسافيير  (بالإنجليزية: Charles Xavier)‏ هو قائد الإكس-من، مجسداه في سلسلة إكس-من هما باتريك ستيوارت وجيمس مكافوي، ومبتكراه في إكس-من الظاهر في مارفل كومكس هما جاك كيربي وستان لي .

## فريقه
Professor X:بإمكانه قراءة الأفكار والتلاعب بها.
Wolverine:بإمكانه إخراج أشواك حادة مصنوعة من معدن الأدمنتيوم.
Cyclops:بإمكانه إخراج الليزر من عيناه الإثنين وهو أخو هافوك.
Mystique:بإمكانها التحول إلى شكل من الإنسان والحيوان.
Havok:بإمكانه إخراج الليزر من صدره وهو أخو سايكلوبس.
Storm:بإمكانها تغير حالة الطقس كما بإمكانها الطيران.
The Beast:لديه جسم كبير وفراءه شبيه بفراء القردة وهو أساسًا إنسان.
Jean Gray:بإمكانها تحريك الأشياء والتخاطر.
Ice Man:بإمكانه اختلاق الجليد والثلج وتحويل جسمه إلى جليد.

## التجسيد

### باتريك ستيوارت
- رجال-إكس (فيلم) .
- إكس 2 .
- رجال-إكس: الوقفة الأخيرة .
- رجال-إكس الأصول: وولفرين .
- رجال-إكس: أيام المستقبل الماضي .
- لوغان (فيلم) .

### جيمس مكافوي
- رجال-إكس: الدرجة الأولى.[2]
- رجال-إكس: أيام المستقبل الماضي .
- رجال-إكس: نهاية العالم .
- عنقاء الظلام .

## قدراته
قراءة الأفكار والعقول
التلاعب بالأفكار والعقول

## أعدائه
Mystique:بإمكانها التحول إلى أي شكل من الإنسان والحيوان .
Magneto:بإمكانه التحكم بأي شئ وخاصة المعادن .
Apocalypse:هو أول وأقوى المتحولين .
The Stranger
Emma Frost